# Tour of Rwanda 2011
Die 13. Tour of Rwanda fand vom 20. bis zum 26. November 2011 in Ruanda statt. Das Radrennen wurde in einem Prolog und sieben Etappen über eine Distanz von 1000 Kilometern ausgetragen. Es gehörte zur UCI Africa Tour 2012 und war dort in die Kategorie 2.2 eingestuft.
Gesamtsieger des Etappenrennens wurde der US-Amerikaner Kiel Reijnen (Team Type 1) mit nur zwei Sekunden Vorsprung auf seinen Landsmann und Teamkollegen Joey Rosskopf. Das Podium wurde komplettiert vom Südafrikaner Dylan Girdlestone.

## Teilnehmende Teams
Am Start standen neben zwei einheimischen Auswahlen fünf Nationalmannschaften aus Afrika, drei Amateurteams aus Europa sowie das südafrikanische Continental Team MTN Qhubeka. Außerdem wurde mit dem Team Type 1-Sanofi Aventis auch ein Professional Continental Team eingeladen.
| Professional Continental Teams Team Type 1-Sanofi Aventis Continental Teams MTN Qhubeka | Vereinsmannschaften Avia Flandres Reine Blanche Rhône-Alpes | Rwanda Kalisimbi Rwanda Akagera | Nationalmannschaften Tansania Kenia Äthiopien Gabun |

## Etappen
| Etappe | Tag          | Start–Ziel         | km    | Typ              | Etappensieger      | Gesamtführender |
| ------ | ------------ | ------------------ | ----- | ---------------- | ------------------ | --------------- |
| Prolog | 20. November | Kigali - Kigali    | 3,8   | Einzelzeitfahren | Kiel Reijnen       | Kiel Reijnen    |
| 1.     | 21. November | Kigali - Rwamagana | 48,2  |                  | Kiel Reijnen       | Kiel Reijnen    |
| 2.     | 21. November | Rwamagana - Kigali | 86,5  |                  | Kiel Reijnen       | Kiel Reijnen    |
| 3.     | 22. November | Kigali - Rubavu    | 151,3 |                  | Joey Rosskopf      | Joey Rosskopf   |
| 4.     | 23. November | Rubavu - Muhanga   | 140,8 |                  | Kiel Reijnen       | Joey Rosskopf   |
| 5.     | 24. November | Muhanga – Huye     | 76,4  |                  | Guy Smet           | Joey Rosskopf   |
| 6.     | 25. November | Huye - Karongi     | 152,9 |                  | James Tennent      | Kiel Reijnen    |
| 7.     | 26. November | Karongi - Kigali   | 131,1 |                  | Joseph Biziyaremye | Kiel Reijnen    |